# Davor Rimac
Davor Rimac (Zagabria, 27 ottobre 1971) è un ex cestista croato, fino al 1991 jugoslavo.
È il figlio di Ružica Meglaj, il nipote di Kornelija Meglaj e il fratello di Slaven Rimac.

## Palmarès
- Campione NCAA (1994)
- Campione di Svizzera (2002)
- Coppa dei Svizzera (2004)
- Coppa di Lega Svizzera (2004)